# Dereköy, Yenipazar (Bilecik)
Dereköy là một xã thuộc huyện Yenipazar, tỉnh Bilecik, Thổ Nhĩ Kỳ. Dân số thời điểm năm 2011 là 12 người.